# Niphona lateralis
Niphona lateralis là một loài bọ cánh cứng trong họ Cerambycidae.